# Eugenia cerrocacaoensis
Eugenia cerrocacaoensis är en myrtenväxtart som beskrevs av Barrie. Eugenia cerrocacaoensis ingår i släktet Eugenia och familjen myrtenväxter.
Artens utbredningsområde är Costa Rica. Inga underarter finns listade i Catalogue of Life.